# Matilde Rosa Araújo
Matilde Rosa Lopes de Araújo (Lisboa, 20 de junio de 1921 - id. 6 de julio de 2010) fue una escritora, poetisa, cronista y pedagoga portuguesa especializada en literatura infantil que fue nombrada Dama gran oficial de la Orden del Infante Don Enrique.

## Biografía
Matilde Rosa Araújo nació en Lisboa en 1921. Se licenció en la Facultad de Artes de la Universidad de Lisboa en 1945. Fue profesora de Educación Profesional y Técnica, y formador de profesores en la Escuela de Educación Elemental en Lisboa.
Autora de más de 40 libros (cuentos y poesía para adultos) y más de dos docenas de libros de cuentos y poesías para niños. Se dedicó a la defensa de los derechos de los niños con la publicación de libros e intervenciones en las organizaciones que trabajan en este ámbito, como UNICEF en Portugal.

## Reconocimientos
En 1980 recibió el Gran Premio de Literatura Infantil de la Fundación Calouste Gulbenkian. En 1991, su obra O Palhaço Verde fue premiada por la Asociación Paulista de Críticos de Arte de São Paulo, siendo la primera vez que ese galardón se concedía a un libro extranjero. En 1996 obtuvo el premio para el mejor libro para niños por Fadas Verdes (Hadas verdes, libro de poemas, 1994), concedido por la Fundación Calouste Gulbenkian. Ese mismo año, fue nominada por la sección portuguesa del Ibby (Organización Internacional para el Libro Juvenil) para el Premio Andersen, considerado el Nobel de la Literatura Infantil.
El 8 de marzo de 2003, fue condecorada por el presidente de Portugal Jorge Sampaio como Gran oficial de la Orden del Infante Don Enrique. En mayo de 2004 recibió el Premio a una Carrera de la Sociedad Portuguesa de Autores.
El 20 de junio de 2021, el Presidente de la República Portuguesa Marcelo Rebelo de Sousa conmemoró el centenario del nacimiento de Araújo e invitó a la escritora Luísa Ducla Soares a evocar su memoria con la lectura de uno de sus poemas.

## Obras
- Capuchinho cinzento
- A Garrana (1943)
- Estrada Sem Nome (1947)
- A Escola do Rio Verde (1950)
- O Livro da Tila (literatura infantil, 1957)
- O Palhaço Verde (literatura infantil, 1960)
- Praia Nova (1962)
- História de um Rapaz (1963)
- O Sol e o Menino dos Pés Frios (literatura infantil, 1972)
- O Reino das Sete Pontas (1974)
- Balada das Vinte Meninas (literatura infantil, 1977)
- As Botas do Meu Pai (literatura infantil, 1977)
- Camões Poeta, Mancebo e Pobre (literatura infantil, 1978)
- Voz Nua (poesía, 1982)
- A Velha do Bosque (literatura infantil, 1983)
- O Passarinho de Maio (literatura infantil, 1990)
- Fadas Verdes (1994)
- O Chão e a Estrela (1997)
- O Gato Dourado (literatura infantil)
- Lucilina e Antenor (2008)